# Tractatus logico-philosophicus
Tractatus logico-philosophicus är en avhandling från 1921 av den österrikiske filosofen Ludwig Wittgenstein. Det är det enda av hans filosofiska verk som publicerades under hans livstid. Det är ett ambitiöst projekt som identifierar relationen språk–verklighet och definierar vetenskapens gränser.
Wittgenstein skrev verket som soldat och fånge under första världskriget. En preliminär version, Prototractatus, förelåg 1916, men det var först 1918 som Wittgenstein fullbordade slutversionen.
Först publicerad på tyska 1921 som Logisch-Philosophische Abhandlung är den numera allmänt ansedd som ett av de viktigaste filosofiska verken under 1900-talet. År 1922 utkom den i England, med tysk originaltext och engelsk översättning tryckta parallellt under namnet Tractatus logico-philosophicus. Första gången den gavs ut på svenska var 1962 på Albert Bonniers förlag. Förlaget Thales gav 1992 ut boken i nytryck.
Slutmeningen har blivit berömd:
| ” | Om det man inte kan tala måste man tiga. | „ |